# Iván Ramiro Sosa
Iván Ramiro Sosa Cuervo (Pasca, Cundinamarca, 31 de octubre de 1997) es un ciclista profesional colombiano que desde 2025 corre para el equipo español Kern Pharma de categoría UCI ProTeam.

## Trayectoria
Era el año 2016 cuando el colombiano llegó al equipo aficionado Maltinti Lampadari, sus buenas presentaciones en competencia, dieron el aval para fichar como profesional con el Androni Giocattoli-Sidermec Italiano en 2017, los resultados siempre de su lado, lo consolidaron para asumir el liderazgo del equipo en 2018, tras la salida de Egan Bernal hacia el INEOS. Obtiene varios títulos en esta temporada, resaltando La Vuelta a Burgos en España, el Tour de Bihor en Rumania y la carrera Adriática Iónica en Italia.Inicia la temporada 2019 con el equipo británico SKY. Fue confirmado para integrar la escuadra del equipo Ineos en el Giro de Italia 2019. Finalizó esta gran vuelta en el puesto 44° de la general. Vence en la etapa 3 de La Ruta de Occitania, considerada la etapa reina de la carrera, con final en alta montaña, premio de primera categoría, tras 173 kilómetros de recorrido.
Asiste como campeón defensor de la anterior edición, a la cita con la Vuelta a Burgos 2019. Logra dos victorias de etapa, una en Picón Blanco y otra en las Lagunas de Neila, y se corona nuevamente campeón de la clasificación general. Compitió en la clásica Giro de Lombardía y ocupó el puesto decimocuarto de la general a 0:52" del campeón de la jornada, el neerlandés Bauke Mollema.Para la temporada 2020 compite nuevamente en la Vuelta a Burgos, se impone en la última etapa con 158 kilómetros y final en las Lagunas de Neila. El campeón de la edición sería el belga Remco Evenepoel. Compitió como debutante en la Vuelta a España 2020, ocupó la casilla 62° de la general.

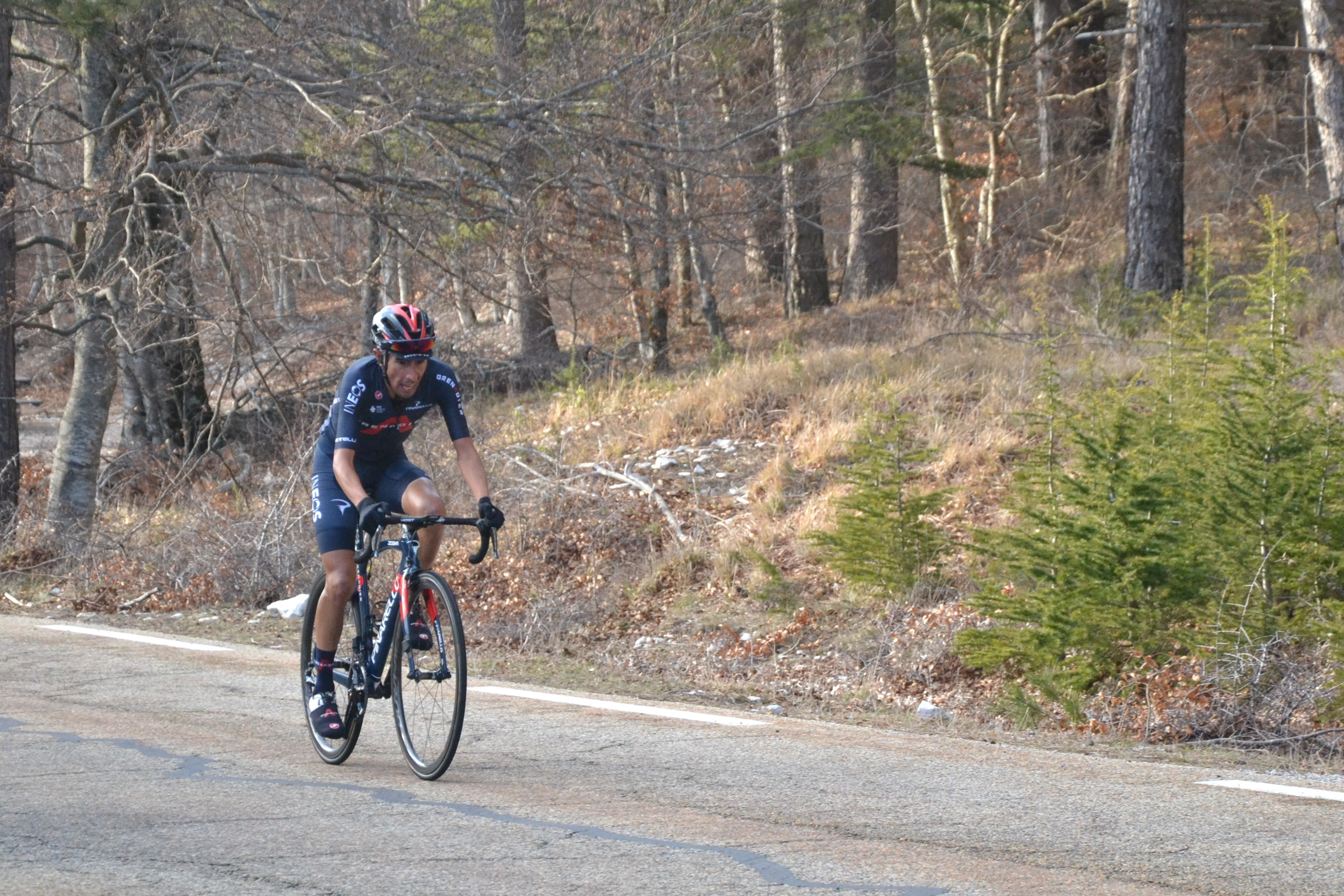
TDLP 2021 - étape 3 - Ivan Sosa 1

El Tour La Provence 2021 sería el escenario para un nuevo triunfo del corredor colombiano, al vencer en solitario en la tercera etapa con final en Mont Ventoux. En la cuarta y última fracción se consagra campeón de la competencia y se queda también con el título como mejor joven, el podio lo completaría Julian Alaphilippe 2.º y Egan Bernal 3.ºEn el mes de octubre de 2021, el Movistar Team oficializa la contratación del escalador colombiano, para las temporadas 2022 y 2023. Tuvo una destacada actuación en la segunda etapa de la Vuelta a Andalucía 2022 cruzando la meta en tercer lugar. Al cierre de la quinta y última fracción, lograría clasificarse en el top-10 de la competencia a 0:39" del líder Wouter Poels.

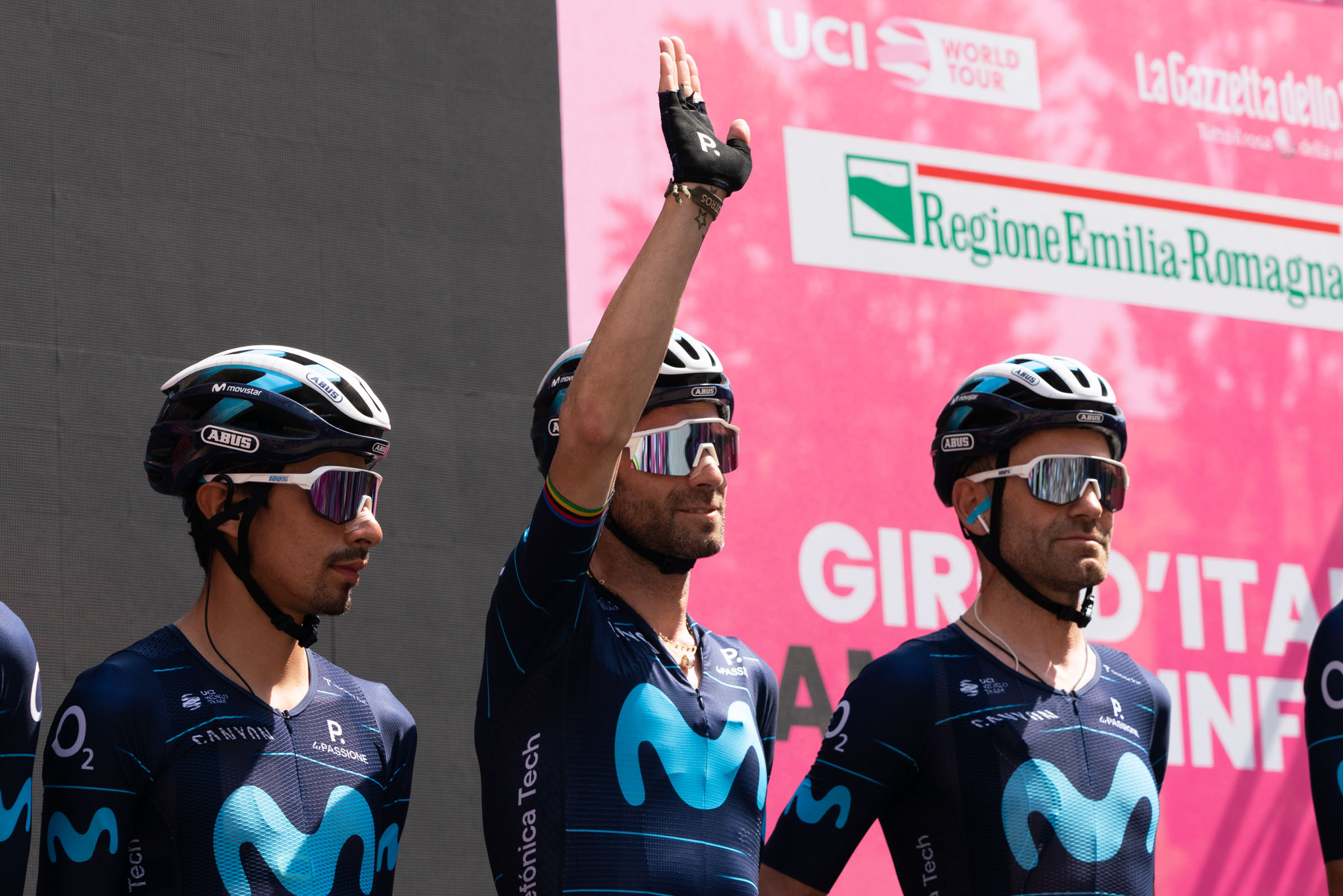
2022 05 19 Giro d'Italia-46 (52084699305)

Obtiene su primera victoria de la temporada 2022, al imponerse en solitario en la segunda etapa de la Vuelta a Asturias con final en el Alto del Acebo, asumiría también el liderato de la competencia. En la última etapa se impone Simon Yates tras una destacada actuación; sin embargo, Iván Ramiro Sosa se quedaría con el título de la competencia, el podio lo completa, Lorenzo Fortunato 2.º y Nicolas Edet 3.ºSu paso por el Giro de Italia 2022 fue discreto, se vio afectado por alergias y sufrió en las jornadas de alta montaña, terminó las 21 etapas en el puesto 49° de la general. Estuvo en el top-10 de la clasificación general de la Vuelta a Alemania, destacándose como el mejor colombiano de la competencia en el puesto nueve a 1'36" del Británico Adam Yates. Compitió en la clásica Giro de Emilia en Italia y finalizó en el puesto decimocuarto a 1'47" del vencedor de la jornada su compañero de equipo el español Enric Mas.Cruzó de primero la meta en la etapa reina del Tour de Langkawi en Malasia, asumiendo como nuevo líder de la competencia. La ventaja de tiempo sobre sus rivales, obtenida en la etapa reina, le permitiría llegar a la última fracción para coronarse como campeón, el podio se completó con Hugh Carthy 2.º y Torstein Traen 3.º
Asumió la primera competencia de 2023 en el Tour de Omán. Hizo parte de la nómina de Movistar Team en el Tour de los Alpes, finalizando en el puesto 18 de la general, ganada por Tao Geoghegan Hart. Logró una nueva posición en un podio, esta vez en la Vuelta a Asturias 2023, tras cumplirse las tres fracciones de la carrera, se ubicaría en la tercera casilla, su compañero de equipo Einer Rubio sería segundo y el italiano Lorenzo Fortunato el campeón.  Compitió en la Clásica Francesa CIC Mont Ventoux 2023 con 98,3 kilómetros de recorrido, finalizando en el puesto 6 de la general como el mejor latinoamericano. Se clasificó en el top-10 de la Ruta de Occitania obteniendo el puesto 8 de la general final, tuvo una destacada actuación en la tercera fracción al cruzar la meta en quinto lugar.
Con su participación en el Tour Colombia, dio inicio a la temporada 2024, tras cumplirse las seis fracciones, se ubicaría séptimo en la clasificación general a 1'33" del campeón Rodrigo Contreras del equipo Nu Colombia. Continuó su preparación con la O Gran Camiño, donde se destacó como el segundo mejor colombiano de la competencia, en el puesto veinte de la general.Tras finalizar la Tirreno Adriático, se clasificó en el puesto veinte a 6'08" del Líder Jonas Vingegaard. Con un nuevo top-10, fue el mejor colombiano en el Tour de los Alpes finalizando en el puesto nueve a 2'55" del campeón Juan Pedro López. Obtuvo un meritorio cuarto lugar en la clásica Mercan' Tour Classic Alpes-Maritimes 2024. Ya en el mes de julio 2024, terminó en el puesto quince de la clasificación general en el Tour de I'Ain.En octubre el equipo Ken Pharma de España, oficializa la contratación del escalador colombiano para la siguiente temporada.
Inició la temporada 2025 compitiendo en la Vuelta a la Comunidad Valenciana, tuvo una notable participación en la segunda fracción de 166 kilómetros con final en Benifato, cruzando la meta en sexto lugar a 00:21" del ganador de la jornada. Tras cumplirse la quinta y última etapa, el colombiano se quedaría con el puesto 28 de la clasificación general. Participó en la clásica más antigua del calendario ciclista, la Milán-Turín con un recorrido total de 174 kilómetros y finalizó en el puesto 21° a 1'15" del ganador el mexicano Isaac Del Toro.  Su regreso al podio se concretó en la clásica Mercan' Tour Classic Alpes-Maritimes 2025 al cruzar la meta en el tercer puesto, jornada con victoria para el español Cristián Rodríguez.

## Palmarés
2018
- 1 etapa de la Vuelta al Táchira
- Tour de Bihor, más 1 etapa
- Adriática Iónica Race, más 1 etapa
- Tour de Sibiu, más 1 etapa
- Vuelta a Burgos, más 1 etapa
- 1 etapa del Tour del Porvenir

2019
- 1 etapa de la Ruta de Occitania
- Vuelta a Burgos, más 2 etapas

2020
- 1 etapa de la Vuelta a Burgos

2021
- Tour La Provence, más 1 etapa

2022
- Vuelta a Asturias, más 1 etapa
- Tour de Langkawi, más 1 etapa

## Resultados en Grandes Vueltas
Durante su carrera deportiva ha conseguido los siguientes puestos en las Grandes Vueltas:
| Carrera | Carrera         | 2017 | 2018 | 2019 | 2020 | 2021 | 2022 | 2023 | 2024 |
| ------- | --------------- | ---- | ---- | ---- | ---- | ---- | ---- | ---- | ---- |
|         | Giro de Italia  | —    | —    | 44.º | —    | —    | 49.º | —    | —    |
|         | Tour de Francia | —    | —    | —    | —    | —    | —    | —    | —    |
|         | Vuelta a España | —    | —    | —    | 62.º | —    | —    | —    | —    |

—: no participa

Ab.: abandono

## Equipos
- Maltinti Lampadari (amateur) (2016)
- Androni Giocattoli-Sidermec (2017-2018)
- Sky/INEOS[39] (2019-2021)
  - Team Sky (01.2019-04.2019)
  - Team INEOS (05.2019-08.2020)
  - INEOS Grenadiers (08.2020-2021)
- Movistar Team[40] (2022-2024)
- Equipo Kern Pharma (2025-)